# Samuel C. Collins
Samuel Cornette Collins (* 28. September 1898 in Democrat, Kentucky; † 19. Juni 1984 in Washington, D.C.) war ein US-amerikanischer Physiker, der sich mit Tieftemperaturphysik befasste.

## Leben
Collins studierte an der University of Tennessee mit dem Bachelor-Abschluss 1920 und dem Master-Abschluss 1924 und wurde 1927 an der University of North Carolina promoviert. Er lehrte am Carson-Newman College, der University of Tennessee, dem Tennessee State Teachers College und der University of North Carolina, bevor er 1930 ans Massachusetts Institute of Technology (MIT) kam, wo er bei F. G. Keyes in Physikalischer Chemie forschte. Im Zweiten Weltkrieg entwickelte er einen Sauerstoff-Generator für Atem-Geräte in Flugzeugen. Danach war er wieder am MIT (Abteilung Maschinenbau), an dem er 1949 Professor wurde.
Seine Versuche zur Erzeugung tiefer Temperaturen begannen schon in den 1930er Jahren, wurden aber vom Krieg unterbrochen. 1946 baute er am MIT den Collins Helium Cryostat zur Verflüssigung von Helium. Der Apparat war relativ einfach im Design und ermöglichte an vielen Universitäten und Instituten die preisgünstige und praktikable Herstellung von flüssigem Helium für Experimente in der Tieftemperaturphysik ohne Benutzung von Wasserstoff oder Stickstoff zur Vorkühlung. Er hatte zwei Zylinder und arbeitete nach einem modifizierten Claude-Prozess. Es konnten etwa 1 Liter pro Stunde flüssiges Helium mit einem handelsüblichen Kompressor erzeugt werden. Davor musste jedes Labor sein eigenes Gerät für die Herstellung flüssigen Heliums entwickeln und war zudem auf potentiell gefährlichen flüssigen Wasserstoff angewiesen. Der Kryostat von Collins wurde von Arthur D. Little in Serie produziert. Collins Doktorand Howard McMahon, der mit ihm an Gasverflüssigungsverfahren gearbeitet hatte, wurde später Präsident von Arthur D. Little.
1949 gründete er das Cryogenic Engineering Laboratory am MIT. 1964 entwickelte er mit Chirurgen des West Roxbury Hospital bei Boston eine kompakte (transportable) Herz-Lungen-Maschine.

## Mitgliedschaft und Ehrungen
1951 erhielt er die John Price Wetherill Medal, 1958 die Kamerlingh-Onnes-Goldmedaille, 1965 den Rumford-Preis und 1968 die Goldmedaille der American Society of Mechanical Engineers. Er war Fellow der American Academy of Arts and Sciences und der National Academy of Sciences (1969). Nach ihm ist ein Preis der Cryogenic Engineering Conference benannt (Samuel C. Collins Award), und er war auch der erste Preisträger. Er war Ehrendoktor der University of North Carolina und der University of St Andrews.

## Schriften
- Helium liquefiers and carriers, Handbuch der Physik, Band 14, 1956
- The Helium Cryostat, The Review of Scientific Instruments, Band 18, 1947, S. 157
- mit R. L. Cannada: Expansion machines for low temperature processes, Oxford University Press 1958
- Helium refrigerator and liquefier, in K. D. Timmerhaus, Advances in Cryogenic Engineering, Band 11, 1965, S. 11–15
- Helium liquefier, Science, Band 116, 1952, S. 289–294